# Stavros Niarchos Foundation Cultural Center
Stavros Niarchos Foundation Cultural Center (řecky Κέντρο Πολιτισμού Ίδρυμα Σταύρος Νιάρχος) je kulturní centrum, které se nachází v hlavním městě Řecka, Athénách. Jeho součástí jsou nové prostory Řecké národní knihovny a Řecké národní opery a dále k němu patří park o rozloze 210 000 m². Komplex navrhl italský architekt Renzo Piano a financovala jej Nadace Stavrose Niarchose. Výstavba stála 566 milionů eur. Plány na velký dar knihovně a opeře od nadace sahají až do roku 1998, kdy původně chtěla udělit dva samostatné dary. Později, v roce 2006, se rozhodla, že postaví jeden velký komplex pro obě organizace. V roce 2008 nadace vybrala architekta a roku 2012 začala výstavba. Otevření proběhlo v roce 2016. Počínaje rokem 2017 se v prostorách parku koná hudební festival Summer Nostos Festival, na němž vystupovali například John Cale (2018), Saul Williams (2017) či Animal Collective (2018).